# Онцила
Тигрова котка пренасочва насам.  За L. wiedii вижте Маргай.
Онцилата (Leopardus tigrinus), известна още като тигрова котка или тигрило, е дребен хищник от семейство Коткови, близкородствен с оцелота и маргая.

## Физическа характеристика
Онцилата е с размерите на едра домашна котка, но с по-дълга опашка и е малко по-лека във връзка с дървесния си начин на живот. Дължина на тялото е 50-55 см, а на опашката – около 30 см. Тежи 2-3 кг. С жълтеникавата си козина, изпъстрена с черни петна и шарки, изглежда като умалено копие на оцелота. Около шията има тъмна ивица, наподобяваща огърлица.

## Разпространение и начин на живот
Тигровата котка е широко разпространена в Южна и Централна Америка (от Аржентина до Мексико), като се среща на места, в които се наблюдава отсъствие на оцелоти (не се среща в басейна на Амазонка и Ориноко). Обитава гъсти тропически гори и храсталаци до 3000 м надм. вис. в Андите. Активна е денем и при залез, като ловува предимно по дърветата. Нейна плячка са различни птици и яйцата им, маймуни и други дребни дървесни бозайници, но лови също гущери, змии, жаби. Живее 8-12 г., в плен до 20 г.

## Подвидове
- Leopardus tigrinus tigrinus – Източна Венецуела, Гвиана, Североизточна Бразилия
- Leopardus tigrinus guttulus – Бразилско плато, Уругвай, Парагвай, Северна Аржентина
- Leopardus tigrinus oncilla
- Leopardus tigrinus pardinoides – Западна Венецуела, Колумбия, Еквадор

## Размножаване
След около 62-68 дни бременност женската ражда от 3 до 5 котета.

## Допълнителни сведения
Тигрило, както местните наричат тази котка, се поддава на опитомяване, ако е отраснала сред хора.
Въпреки че е защитена, онцилата продължава да бъде преследвана от бракониери заради ценната си кожа.